# Направи гигантска крачка
„Направи гигантска крачка“ (на английски: Take a Giant Step) е американски драматичен филм от 1959 година, продуциран от Бърт Ланкастър, адаптация на едноименна пиеса. Филмът разказва за живота и проблемите на едно тъмнокожо момче, живеещо в преобладаващо бяла среда и когато достига до възраст, в която расизма започва все по-осезаемо да влияе на битието му, отколкото в детството.

## Сюжет
Спенсър „Спенс“ Скот (Джони Неш) е седемнадесет годишен тъмнокож гимназист, който е прекарал живота си в квартал, населяван от бели хора от средната класа в малък град, някъде в северните щати на САЩ. Надарен с чувство за самоуважение, той започва да се разочарова от ефектите на расизма. Когато учителката му по история започва да говори лошо за интелекта на тъмнокожите роби по време на Американската гражданска война, Спенс гневно напуска класната стая и се отправя към банята, пушейки пура, за да се успокои. Той е открит там и изгонен от училището. В същото време, белите му приятели започват да странят от него, защото желаят да се срещат с момичета, а родителите на нито едно бяло момиче не одобряват дъщерите им да попаднат в социални кръгове, включващи тъмнокожо момче.
Спенс се доверява на баба си Мартин (Естел Хемсли), болна и мъдра жена, но не намира смелост да признае на родителите си, баща си Лем (Фредерик О′Нийл) и майка си Мей (Беа Ричардс) какво се е случило. Той решава да напусне дома си и се качва на автобус към квартал, населяван от тъмнокожи. Пребиваването му там обаче е краткотрайно, защото той не е подготвен социално за света на възрастните. Въпреки че Спенс е интелигентен и начетен, той открива, че неговите академични знания няма да го отведат далеч, след като се приближава до привлекателна по-възрастна жена в един бар, представяйки и логичен случай, при който той ще е идеалния партньор за нея и я уверява, че ще се ожени за нея, ако се влюбят един в друг. Спенс е разочарован, след като разбира, че жената е нещастно омъжена и просто търси в бара човек с малко пари и хубава кола, с когото да прекара нощта, за да се откъсне поне за миг от проблемите си.
След завръщането си у дома Спенс е смъмрен от родителите си за това, че не си стои на мястото и че те са направили всичко възможно, за да не чувства разлика с белите младежи. Спенс им заявява, че се срамува от тяхното поведение, а в негова защита се притича баба му, която ги призовава да подкрепят момчето срещу расизма на учителката. Тя отбелязва факта, че са се преместили в този квартал за да може Спенс да си изгради чувство за самоуважение, което не би могъл да постигне, ако беше израснал в гетото, а сега те са му ядосани за това, че проявява самостоятелност. Тя ги критикува за това, че са се съсредоточили да осигурят материални блага на момчето за сметка на времето, прекарано с него, което довежда до факта той да се превърне в аутсайдер сред връстниците си.
След като бабата умира, Спенс намира утеха при икономката на семейството Кристин (Руби Дий). Той и разказва за своята сексуална неопитност и самотата си. Спенс предлага на Кристин, тъй като и тя е самотна, защото е вдовица, а детето, с което е била бременна се е родило мъртво и е разделена с роднините си от повече от хиляда мили, да намерят щастието заедно, макар и за кратко, поради факта, че възрастовата им разлика не позволява дългосрочни отношения. За своя изненада Кристин установява, че идеята не е лоша, но решението и се отлага, тъй като тя е уволнена. Мей решава, че след като Мартин е мъртва и не се налага някой да се грижи за нея, на семейството вече не е необходима икономка. Тя също така е и достатъчно проницателна, за да се притесни от зараждащата се романтична връзка между Спенс и Кристин.
Разочарован от решението на майка си и от факта, че тя моли приятелите му да идват и да прекарват известно време с него, Спенс израства разгневен на нея и идеята и да моли хората да бъдат приятели с него. Мей му е също толкова ядосана заради факта, че той не желае да разбере, че се налага да преглътне някои унижения, защото са тъмнокожи, живеещи в свят, доминиран от белите хора. Не успявайки да намери начин по който да облекчи сегашното им страдание, Спенс решава да упорства и се съсредоточава върху изграждането на по-светло бъдеще за себе си. Той казва на приятелите си, че повече няма да има време за тях, а след това на майка си да се сбогува. Мей не може да повярва, че точно това е правилния начин, но казва на Спенс, че тя желае само той да бъде щастлив. Спенс в крайна сметка потвърждава любовта към майка си.

## В ролите
- Джони Неш като Спенсър „Спенс“ Скот
- Естел Хемсли като баба Мартин
- Руби Дий като Кристин
- Фредерик О′Нийл като Лем Скот
- Беа Ричардс като Мей Скот
- Елън Холи като Керъл
- Полин Майерс като Вайълет
- Ройс Уолъс като Роуз Томпсън
- Франсис Фостър като Попи
- Делмар Ериксън като Боби
- Дий Полък като Тони
- Франк Килмънд като Гъси
- Джо Сонеса като Джони
- Шърман Раскин като Алън
- Бил Уолкър като бармана Франк[1]

## Награди и номинации
- Награда Сребърно платно за човечност и интензивност в изпълнението на ролята на Джони Неш от Международния кинофестивал в Локарно, Швейцария през 1960 година.
- Номинация за Златен глобус за най-добра второстепенна женска на Естел Хемсли от 1960 година.
- Номинация за Златен глобус за най-добър филм, насърчаващ международното разбирателство от 1960 година.
- Номинация за БАФТА за най-добър филм от 1962 година.[2]